# 31962 Rayharvey
31962 Rayharvey este o planetă minoră (asteroid) din centura de asteroizi. A fost descoperită pe 6 aprilie 2000 la Stația Anderson Mesa de Lowell Observatory Near-Earth-Object Search. 
Obiectul prezintă o orbită caracterizată de o semiaxă mare de 2,5861944 UAi, o excentricitate de 0,15, o înclinație de 6,81051 ° în raport cu ecliptica.